# Monika Głowińska
Monika Głowińska z d. Andrzejewska (ur. 4 stycznia 1982 w Obornikach Wlkp.) – polska piłkarka ręczna, występująca na pozycji rozgrywającej, mistrzyni Polski (2012).

## Życiorys
Jest wychowanką SKF KPR Sparta Oborniki, następnie była zawodniczką Łącznościowca Szczecin, od 2007 była zawodniczką GTPR Gdynia, z którym sięgnęła po dwa brązowe medale mistrzostw Polski (2010, 2011) i mistrzostwo Polski (2012). Pełniła funkcję kapitana w gdyńskiej drużynie. Od sezonu 2012/2013 reprezentuje barwy SPR Pogoń Baltica Szczecin z którym zdobyła wicemistrzostwo Polski (2016), brązowy medal mistrzostw Polski (2015), brązowe medale Pucharu Polski (2014, 2015) oraz srebrny medal w Challenge Cup (2015).
25 kwietnia 2017 roku zawodniczka na łamach oficjalnej strony klubowej Pogoni Baltica Szczecin poinformowała o zakończeniu kariery zawodowej oraz nadchodzącym macierzyństwie.

## Sukcesy
- mistrzostwo Polski  2012
- srebrny medal mistrzostw Polski 2016
- brązowy medal mistrzostw Polski  2010, 2011, 2015
- srebrny medal Pucharu Polski 2016
- brązowy medal Pucharu Polski  2014, 2015
- srebrny medal Challenge Cup  (2015)